# Charles Melchior Artus de Bonchamps
Charles Melchior Artus de Bonchamps (Juvardeil, 10 maggio 1760 – Varades, 18 ottobre 1793) è stato un generale francese.
Figlio di Anne-Artus, marchese de Bonchamps, fu generale dell'armata vandeana e combatté nelle guerre di Vandea.

## Biografia

Stemma della famiglia Bonchamps

Prestò servizio con distinzione nella guerra d'indipendenza americana. Era capitano del reggimento di fanteria d'Aquitania, quando la rivoluzione francese, che egli disapprovava, gli fece lasciare questo posto. Si ritirò in un castello a Saint-Florent-le-Vieil; è in questo luogo che gli insorti vandeani vennero a cercarlo per farlo diventare loro capo, dopo aver cacciato i repubblicati dalla città, a seguito della prima battaglia di Saint-Florent-le-Vieil del 12 marzo 1793.
Generale prudente ed abile, qualche volta batté le truppe repubblicane; ma i suoi colleghi lo accusarono spesso per la sua indecisione. Fu scelto nel 1793 con Maurice-Louis-Joseph Gigot d'Elbée come il generale dell'esercito cattolico e reale di Vandea. Ottenne inizialmente alcuni successi in Angiò, e contribuì alla presa di Bressuire e di Thouars.
Il 17 settembre 1793, l'esercito della bassa Vandea, comandato da Charette e da Bonchamps, fermo sul bordo della grande strada di Tiffauges a Cholet, di fronte a Torfou, fu attaccato dai repubblicani sotto gli ordini di Kléber.
Kléber già gravemente ferito e sentendosi sempre più pressato dai vandeani, arrivò al ponte di Boussay, vi fece mettere due pezzi di artiglieria. Dopo questo fallimento, il generale in capo Canclaux ordinò al generale Beysser di dare aiuto alle truppe a Boussay. Charette e Bonchamps decisero di attaccarlo. Lo raggiunsero a Montaigu e là, a seguito di un combattimento dove il generale repubblicano venne raggiunto da una pallottola, passò per morto per alcuni istanti, la sua colonna si fece completamente prendere dal panico e si diede ad una fuga scomposta, che continuò fino a Aigrefeuille-sur-Maine.
Da Montaigu, Charette andò a Saint-Fulgent, dove batté nuovamente i repubblicani, prese 22 dei loro cannoni, i loro bagagli e numerose munizioni. Il giorno dopo, Bonchamps e di Elbée assalirono, vicino a Clisson, il generale Canclaux. Già Bonchamps aveva preso dei carri, delle ambulanze e una parte dell'artiglieria repubblicana; ma Charette non venne all'appuntamento e i vandeani furono superati a loro volta. 

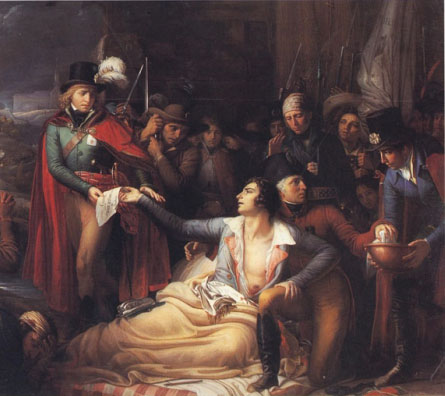
Morte di Bonchamps (dettaglio), dipinto di Thomas Degeorge, 1837

Il 30 settembre Kléber, messo agli ordini di Canclaux, incontrò, a due miglia da Montaigu, gli avamposti di Bonchamps e di Elbée. I due generali si erano accampati con 40.000 uomini e una numerosa artiglieria. Kléber diede il segnale dell'attacco. Dopo una dura battaglia di due ore, i vandeani, travolti dall'impeto di un assalto a sorpresa alla baionetta, si scomposero e furono messi in rotta.
Ai combattimenti di Saint-Christophe-du-Ligneron e di Tremblaye, i vandeani, comandati da Bonchamps, Elbée, Lescure e La Rochejaquelein, furono nuovamente sconfitti dopo una sanguinosa battaglia. Lescure fu mortalmente ferito. Nella seconda battaglia di Cholet, il 17 ottobre 1793, 24 mila repubblicani combatterono contro 40 mila vandeani scoraggiati, molto male equipaggiati e poco disciplinati. Ci furono poche battaglie dove le due parti si batterono con una tale furia. I vandeani ebbero a lungo il vantaggio. Fu il giovane generale Marceau che decise la vittoria. 
Le perdite tra i vandeani sono state di circa 10.000 uomini. Elbée fu ferito gravemente e Bonchamps mortalmente. Quest'ultimo, portato a Saint-Florent, vi morì il giorno dopo. Anche le perdite dei repubblicani furono considerevoli, soprattutto tra gli ufficiali. 

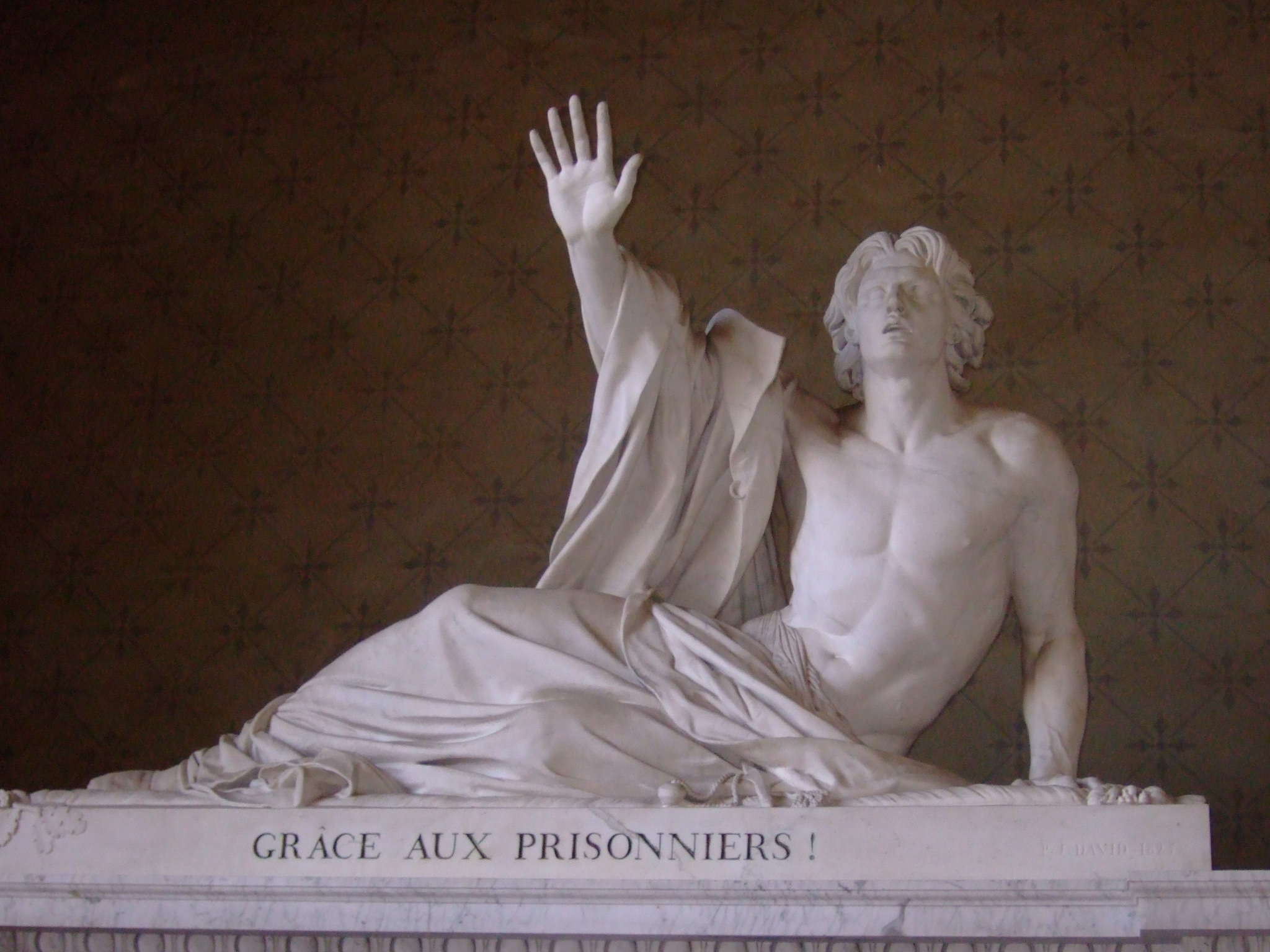
Il perdono di Bonchamps di David d'Angers

Bonchamps morì mentre passavano la Loira, venne seppellito sulla spiaggia di Varades. De Barante, redattore delle memorie della moglie di La Rochejacquelein, sostiene che alcuni giorni dopo i repubblicani lo esumarono per tagliargli la testa, ed inviarla alla Convenzione nazionale.
Fra i 5000 soldati repubblicani, di cui Bonchamps e Lescure chiesero la grazia il 18 ottobre a Saint-Florent-le-Vieil, si trovava il padre dell'artista David d'Angers. Quest'ultimo creò la famosa statua Il perdono di Bonchamps il cui originale si trova a Saint-Florent-le-Vieil e una copia alla galleria "David di Angers" ad Angers.